# Anthyperythra rhomalea
Anthyperythra rhomalea là một loài bướm đêm trong họ Geometridae.